# Morela
Morela (Armeniaca Scop. ≡ Prunus subgen. Prunus sect. Armeniaca) – rodzaj, podrodzaj lub sekcja (w zależności od ujęcia klasyfikacyjnego) roślin z rodziny różowatych. Ze względu na zagnieżdżenie w obrębie rodzaju śliwa Prunus zwykle wyróżniany w randze sekcji, co oznacza, że gatunki zaliczane są do rodzaju śliwa (Prunus). 
Zaliczane tu gatunki mają duże znaczenie ekonomiczne i są uprawiane jako owocowe i ozdobne. W Polsce uprawiana jest morela pospolita Armeniaca vulgaris Lam. ≡ Prunus armeniaca L.

## Systematyka
Pozycja systematyczna
Rodzaj Armeniaca wyróżniony został w 1700 przez de Tourneforta na podstawie różnic w budowie owoców między tymi roślinami oraz rodzajami: Amygdalus, Cerasus, Laurocerasus, Persica i Prunus. Klasyfikacja ta częściowo została przyjęta przez Linneusza, który w 1753 wyróżnił jednak tylko trzy, a w 1754 cztery rodzaje, w tym Armeniaca. Kolejni taksonomowie modyfikowali listę rodzajów, wyróżniając nowe lub łącząc je w różny sposób. Po raz pierwszy pomysł scalenia wszystkich gatunków w jeden rodzaj śliwa Prunus opublikowany został przez Asa Graya w 1856 oraz Benthama i Hookera w 1865. Szeroko zaakceptowana została klasyfikacja Rehdera z 1940 umieszczająca morele w obrębie podrodzaju Prunophora (jednego z 5 wyróżnionych w obrębie rodzaju). Morele ze względu na zagnieżdżenie w obrębie śliw z podrodzaju Prunus są wyodrębniane w jego obrębie w randze sekcji  Armeniaca (jednej z 7 w obrębie podrodzaju). Opublikowane zostały także alternatywne koncepcje zachowujące odrębne rodzaje (w tym Armeniaca) w nawiązaniu do dawnego ujęcia Tourneforta i Linneusza, ale dla uzyskania taksonów monofiletycznych wymagają one podziału Prunus na co najmniej 10 rodzajów.
Podrodzaj Prunus
- Sekcja Armeniaca[12] – morela:
  - Prunus armeniaca L. – morela pospolita
  - Prunus brigantina Vill.
  - Prunus ×dasycarpa Ehrh.
  - Prunus mandshurica (Maxim.) Koehne – morela mandżurska
  - Prunus mume Sieb. & Zucc. – morela japońska, morela mume
  - Prunus sibirica L. – morela syberyjska